# Meloxikam

Strukturformel

Meloxikam är en kemisk förening med formeln C14H13N3O4S2. Ämnet är ett smärtstillande och inflammationsdämpande läkemedel som verkar genom att hämma enzymet COX-2. Det används huvudsakligen mot artros (ledförslitning) och reumatoid artrit (ledgångsreumatism). Meloxikam finns i tablettform på 7.5 och 15 mg och normal dos är 7.5 mg per dag för artros respektive 15 mg per dag för reumatoid artrit.
Meloxikam finns även registrerat som läkemedel för veterinärvård för bland annat hund, katt, häst och nötkreatur. 